# 沃夫-賀許宏氏症候群
沃夫-賀許宏氏症候群（Wolf–Hirschhorn syndrome，簡寫WHS），是一種基與人类第4号染色体的遺傳基因缺陷而引起的疾病。

## 特徵
生長發育遲緩、心智障礙，還伴有癲癇症狀。

## 外部連結
- WolfHirschhorn.org （页面存档备份，存于）
- whs at NIH/UW GeneTests
- Wolf-Hirschhorn syndrome （页面存档备份，存于） at www.orpha.net (Adobe .pdf format)
- 4P- Support Group （页面存档备份，存于）
- Wolf Hirschhorn Syndrome Trust for the UK and Ireland （页面存档备份，存于）